# Comando Norte de Estados Unidos

Área de Responsibilidad del NORTHCOM (en azul)

El Comando Norte de Estados Unidos (del inglés: United States Northern Command, o por sus siglas, USNORTHCOM) es uno de los once comandos combatientes unificados del Departamento de Defensa de Estados Unidos. El objetivo de este comando es proporcionar apoyo militar a las autoridades civiles en Estados Unidos, y proteger el territorio y los intereses nacionales de la nación dentro de los territorios continentales de Estados Unidos, Puerto Rico, Canadá, México, Las Bahamas y los accesos a estas zonas por tierra, mar y aire. El NorthCom es el principal comando militar norteamericano que, en caso de que ocurriera una invasión en Estados Unidos, sería su principal defensor.
El USNORTHCOM fue creado el 25 de abril de 2002, año en el que el presidente George W. Bush aprobó un nuevo Plan de Comando Unificado, después de que ocurrieran los ataques del 11 de septiembre. El USNORTHCOM se puso en activo el 1 de octubre de 2002.

## Creación
El Comando Norte de Estados Unidos fue creado el 25 de abril de 2002 cuando el presidente George W. Bush aprobó un nuevo Plan de Comando Unificado, y adquirió la correspondiente capacidad operativa inicial el 1 de octubre de 2002.

## Misión
Según el Comité de Ciencia y Tecnología del Ejército para la Defensa Nacional la misión del Comando Norte es:
- Emprender operaciones con el objetivo de disuadir, prevenir y defenderse de amenazas y agresiones dirigidas contra Estados Unidos, sus territorios e intereses dentro del área asignada a su responsabilidad y,

- Según lo indique el Presidente o el Secretario de Defensa, proporcionar asistencia militar a las autoridades no militares, incluyendo las operaciones de gestión de riesgos.

## Área de responsabilidad
El área de responsabilidad del USNORTHCOM engloba los accesos por tierra, mar y aire, y abarca todo los territorios continentales de Estados Unidos, Canadá, México y las aguas circundantes hasta aproximadamente 500 millas náuticas (930 km). También le compete el Golfo de México, el Estrecho de Florida, partes de la región del Caribe como Las Bahamas, Puerto Rico, las Islas Vírgenes de Estados Unidos, las Islas Vírgenes Británicas, las Bermudas y las Islas Turcas y Caicos. El comandante del USNORTHCOM es responsable de la cooperación en materia de seguridad en el teatro de operaciones con Canadá, México y Las Bahamas. En mayo de 2011 el NORTHCOM se movilizó a raíz del vertido de petróleo de la Deppwater Horizon en el Golfo de México, con el fin de ofrecer apoyo aéreo, terrestre y logístico. En octubre de 2014 el NORTHCOM tomó el control administrativo del Comando de Alaska.

## Estructura organizacional

### Oficinas centrales

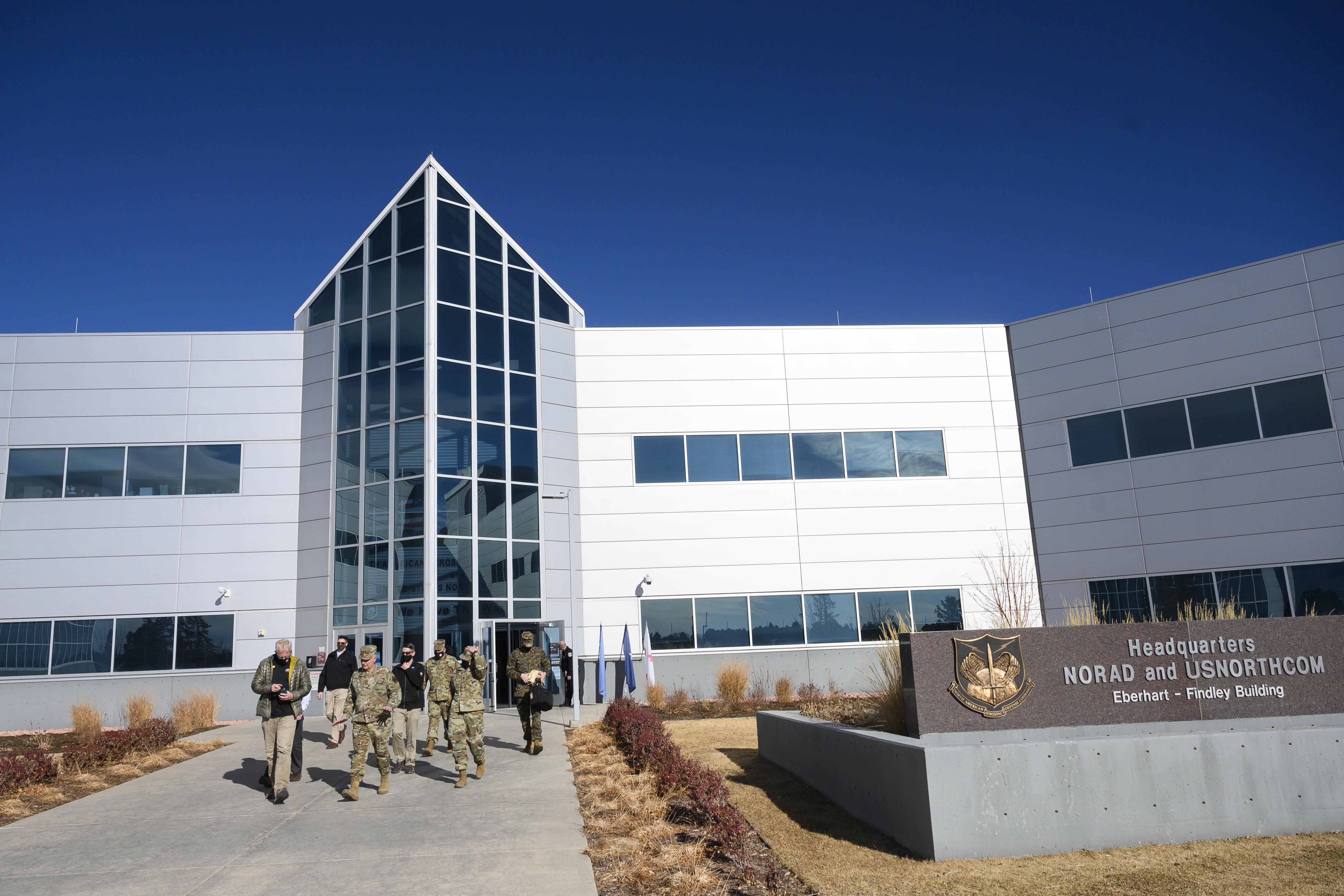
Oficinas centrales del NORAD-USNORTHCOM en el Edificio Eberhart-Findley en la Base Peterson de la Fuera Espacial.

El comandante del Comando Norte de Estados Unidos es, al mismo tiempo, Comandante del Comando de Defensa Aeroespacial de América del Norte (NORAD). Los dos están acuartelados en la Base Peterson de la Fuerza Espacial, en Colorado Springs (Colorado). El General Ralph Eberhart fue el primer Comandante del USNORTHCOM.
Las oficinas centrales del USNORTHCOM cuentan con aproximadamente 1.200 empleados uniformados y personal civil. En su primer período de servicio, en 2002–2003, una de sus prioridades era contratar a personal civil para que pudiera ayudar a responder ante un ataque con armas de destrucción masiva y se encargaran de coordinar un plan de recuperación en caso de catástrofe.

### Comandos componentes
| Emblema | Comando                                                                                        | Acrónimo         | Comandante                         | Instauración                                               | Acuartelamiento                                         | Comandos Subordinados |
| ------- | ---------------------------------------------------------------------------------------------- | ---------------- | ---------------------------------- | ---------------------------------------------------------- | ------------------------------------------------------- | --- |
|         | Ejército del Norte de Estados Unidos Comandante del Componente de Tierra de la Fuerza Conjunta | ARNORTH          | Teniente General John R. Evans Jr. | 11 de junio de 1946                                        | Base Conjunta de San Antonio-Fuerte Sam Houston (Texas) | - Civil Support Training Activity - Task Force 46 - Task Force 51 - Task Force 76 - 323rd Army Band - 505th Military Intelligence Brigade - 263rd Army Air and Missile Defense Command - 3rd Sustainment Command (Expeditionary) - 377th Theater Sustainment Command |
|         | Marine Forces North                                                                            | MARFORNORTH      | Lt General Brian W. Cavanaugh      | Expresión errónea: carácter de puntuación «{» desconocido. | Naval Station Norfolk, Virginia                         | - II Marine Expeditionary Force - Marine Corps Security Force Regiment - Chemical Biological Incident Response Force - Marine Corps Security Cooperation Group - Headquarters & Service Battalion |
|         | United States Naval Forces Northern Command Joint Force Maritime Component Command             | NAVNORTH         | Admiral Daryl L. Caudle            | 1906 de enero de 1                                         | Naval Support Activity Hampton Roads, Virginia          | - United States 2nd Fleet - Naval Air Force Atlantic - Naval Surface Forces Atlantic - Submarine Force Atlantic - Navy Expeditionary Combat Command - Navy Munitions Command Atlantic |
|         | First Air Force / Air Forces Northern Joint Force Air Component Command                        | 1 AF (AFNORTH)   | Lt Gen Steven S. Nordhaus          | 2007 de noviembre de 1                                     | Tyndall Air Force Base, Florida                         | - Eastern Air Defense Sector - Western Air Defense Sector - 601st Air Operations Center - Air Force Rescue Coordination Center - Air Forces Northern National Security Emergency Preparedness Directorate - Civil Air Patrol |
|         | United States Army Cyber Command Joint Force Headquarters–Cyber                                | ARCYBER / JFHQ–C | Lt General Maria B. Barrett        | 2010 de octubre de 1                                       | Fort Gordon, Georgia                                    | - Army Network Enterprise Technology Command - U.S. Army Cyber Protection Brigade - U.S. Army Reserve Cyber Protection Brigade - 91st Cyber Brigade - 780th Military Intelligence Brigade (Cyber)* - 1st Information Operations Command* - Cyber Military Intelligence Group* *These Subordinates fall under United States Army Intelligence and Security Command, however Operational Control (OPCON) is given to ARCYBER for cyber-related effects. |

### Comandos unificados subordinados
| Emblema | Comando                          | Acrónimo | Comandante                               | Instauración            | Acuartelamiento                         | Comandos subordinados |
| ------- | -------------------------------- | -------- | ---------------------------------------- | ----------------------- | --------------------------------------- | --- |
|         | Alaskan Command                  | ALCOM    | Lt General David S. Nahom, USAF          | 1945 de noviembre de 15 | Joint Base Elmendorf-Richardson, Alaska | - 11th Airborne Division - Eleventh Air Force There is no U.S. Navy component of ALCOM. The United States Coast Guard's 17th District works closely with ALCOM and de facto acts as its maritime component. |
|         | Special Operations Command North | SOCNORTH | Major General Shawn R. Satterfield, ARNG | 2013 de noviembre de 5  | Peterson Space Force Base, Colorado     | |

### Fuerza de tarea conjunta permanente
| Emblema | Comando                                          | Acrónimo  | Comandante                           | Instauración                                               | Acuartelamiento                         |
| ------- | ------------------------------------------------ | --------- | ------------------------------------ | ---------------------------------------------------------- | --------------------------------------- |
|         | Joint Force Headquarters National Capital Region | JFHQ-NCR  | Major General Allan M. Pepin, USA    | 2004 de septiembre de 22                                   | Fort Lesley J. McNair, Washington D. C. |
|         | Joint Task Force – Civil Support                 | JTF-CS    | Colonel Timothy J. Sulzner, ARNG     | Expresión errónea: carácter de puntuación «{» desconocido. | Joint Base Langley-Eustis, Virginia     |
|         | Joint Task Force North                           | JTF-North | Major General Matthew D. Smith, ARNG | Expresión errónea: carácter de puntuación «{» desconocido. | Fort Bliss, Texas                       |

## Comandantes
El comandante del Comando Norte de Estados Unidos es un general de cuatro estrellas o almirante de las Fuerzas Armadas de Estados Unidos que ocupa el puesto de mayor autoridad de todas las fuerzas militares de Estados Unidos dentro del área de responsabilidad geográfica del comando. El comandante del Comando Norte de Estados Unidos es, al mismo tiempo, comandante del Comando de Defensa Aeroespacial de América del Norte (NORAD) y es la máxima autoridad de todas las fuerzas operativas militares aeroespaciales conjuntas de Estados Unidos y Canadá, asignadas dentro de los territorios de América del Norte.